# Alano I di Bretagna
Alano detto  I il Grande (IX secolo – Rieux, 907) fu re di Bretagna, dall'876 alla sua morte, prima, sino all'888, unitamente a Judicael, conte di Rennes, poi da solo.

## Origine
Alano era figlio del conte di Vannes, Ridoredh. Era quindi il fratello del re della Bretagna, Pascweten.

## Biografia
Di Alano non si hanno molte notizie: secondo il cronista franco, Reginone, dopo le morti dei re di Bretagna, Pascweten e Gurvant, avvenute a poca distanza di tempo, il conte di Vannes, Alano, fratello di Pascweten, e Judicael, nato dalla figlia del re, Erispoë si divisero il regno di Bretagna. La notizia e confermata anche negli Annales Mettenses
Dopo la spartizione del regno tra i due pretendenti, sempre secondo Reginone, il loro rapporto non fu facile e Judicael ed Alano si combatterono aspramente tra loro, e portarono la devastazione sino al fiume Blavet (e alle città di Port-Louis e L'Orient), sino a che non trovarono l'accordo e si unirono per ampliare il loro regno.
Ma, sempre secondo Reginone, Judicael che era più giovane ed era assetato di gloria e desideroso di esaltare il suo nome non aspettava l'arrivo di Alano e degli alleati e cercava il combattimento, facendo strage di nemici. Ma con questo comportamento incauto che non perseguiva ciò che era più conveniente andò incontro alla morte.
Judicael morì in combattimento nel corso dell'888 e sempre secondo Reginone, la morte di Judicael, più coraggioso che previdente, avvenne combattendo contro i Normanni. La morte di Judicael permise ad Alano il Grande di ottenere tutto il regno di Bretagna, che governò energicamente sino alla sua morte.
Alano portò a termine la guerra ottenendo una grande vittoria contro i Normanni a Questembert tra l'889 e l'890.
Nell'890, secondo l'Anglo-Saxon Chronacle, Alano ottenne una grande vittoria contro i Franchi del re Oddone a Saint-Lô, uccidendo molti nemici, dopo averli spinti nel fiume.
Il monaco e cronista normanno Guglielmo di Jumièges, nella sua Historiæ Normannorum Scriptores Antiqui, sostiene che quando il re dei Franchi occidentali, Carlo il Semplice, concesse a Rollone il ducato di Normandia, nel 911, il re di Bretagna, Alano ed il conte di Rennes e di Bayeux e marchese di Neustria, Berengario II, gli fecero un giuramento di fedeltà (la cosa non era possibile, in quanto Berengario II era morto da circa 15 anni, mentre Alano I era morto da poco; si riferiva evidentemente ai loro successori.)
Non si hanno notizie precise sulla morte di Alano. Morì nel 907.
Sembra che dopo la morte di Alano, il potere in Bretagna fu suddiviso tra il conte di Cornovaglia (Francia), Gourmaelon, che viene considerato l'ultimo sovrano di Bretagna (come risulta da un documento del 910 Gurmahilon regnante Britanniam) prima della conquista del regno (919) da parte dei Normanni, il conte di Poher, Mathuedoï, ed il conte di Vannes, Rodaldo (o Rudalt).

## Discendenza
Alano dalla prima moglie, Oreguen (come risulta dal documento n. XII del Cartulaire noir de la cathédrale d'Angers, del 900 circa, di una donazione di Alano ad un vescovo, controfirmato dalla moglie e da due figli Orgaim uxoris suæ…Vuereche filii Alani, Pascuiten fratris sui), ebbe cinque figli:
- Rodaldo o Rudalt, († dopo il 909), controfirmò come figlio primogenito il documento n. XXV, dell'897, de La chroniques de nantes[14]. Fu poi conte di Vannes come risulta dal documento n. CCLXXVIII, del 30 novembre 909, del Cartulaire de l'abbaye de Redon en Bretagne, in cui viene definito Venetica urbe Rudalt comite post mortem patri sui[15]
- Guérech, († dopo il 900 circa), controfirmò come figlio secondogenito il documento n. XXV, dell'897, de La chroniques de nantes[14] e poi citato nel documento n. XII del Cartulaire noir de la cathédrale d'Angers[13]
- Pascweten, († dopo il 900 circa), controfirmò come figlio terzogenito il documento n. XXV, dell'897, de La chroniques de nantes[14] e poi citato nel documento n. XII del Cartulaire noir de la cathédrale d'Angers[13]
- Budic, († dopo il 897), controfirmò come figlio quartogenito il documento n. XXV, dell'897, de La chroniques de nantes[14]
- figlia che sposò Mathuedoï, conte di Poher, e generarono Alano II Barbatorta, come risulta dal documento n. XXVII de La chroniques de nantes[16].

Dalla seconda moglie, di cui non si conoscono né il nome né gli ascendenti (che probabilmente, dopo la morte di Alano, si risposò con Tanguy, che divenne conte di Vannes), ne ebbe uno:
- Derian, morto dopo il 27 novembre 910, data in cui viene citato come figlio di Alano nel documento n. CCLXXIX, del 27 novembre 910, del Cartulaire de l'abbaye de Redon en Bretagne, in cui viene definito figliastro di Tangui[11].

### Fonti primarie
- (LA) Monumenta Germanica Historica, tomus I. URL consultato il 1º marzo 2020 (archiviato dall'url originale il 25 maggio 2015)..
- (LA) Rerum Gallicarum et Francicarum Scriptores, tomus VII..
- (LA) Annales Bertiniani..
- (LA) Cartulaire noir de la cathédrale d'Angers..
- (LA) La chroniques de nantes..
- (LA) Cartulaire de l'abbaye de Redon en Bretagne..
- (LA) Flodoardi Annales, pars I (877-944)..
- (LA) Historiæ Normannorum Scriptores Antiqui..

### Letteratura storiografica
- René Poupardin, I regni carolingi (840-918), cap. XIX, vol. II (L'espansione islamica e la nascita dell'Europa feudale) della Storia del Mondo Medievale, pp. 582–634.
- Louis Halphen, Francia: gli ultimi carolingi e l'ascesa di Ugo Capeto (888-987), cap. XX, vol. II (L'espansione islamica e la nascita dell'Europa feudale) della Storia del Mondo Medievale, pp. 636–661.
- (EN) Anglo Saxon Chronicle, periodo 879-93. URL consultato il 9 agosto 2019 (archiviato dall'url originale il 20 ottobre 2012)..